# Габріель Седрес
Габріель Седрес (ісп. Gabriel Cedrés, нар. 3 березня 1970, Мінас) — уругвайський футболіст, що грав на позиції півзахисника, зокрема за клуб «Пеньяроль», а також національну збірну Уругваю.

## Клубна кар'єра
У дорослому футболі дебютував 1988 року виступами за команду «Пеньяроль», в якій провів п'ять сезонів.
Згодом з 1993 по 1997 рік грав в Арегентині за «Архентінос Хуніорс», «Рівер Плейт» та «Бока Хуніорс», після чого протягом сезону захищав кольори  мексиканської «Америки».
1998 року повернувся на батьківщину, де знову грав за «Пеньяроль», провівши за нього до 2006 року понад 200 матчів на першість Уругваю.
Завершував ігрову кар'єру досвідчений півзахисник у 2006—2007 роках виступами за «Рівер Плейт» (Монтевідео), «Монтевідео Вондерерс» та «Депортіво Мальдонадо».

## Виступи за збірну
1990 року дебютував в офіційних матчах у складі національної збірної Уругваю.
У складі збірної був учасником розіграшу Кубка Америки 1991 року в Чилі.
Загалом протягом кар'єри в національній команді, яка тривала 11 років, провів у її формі 27 матчів, забивши 5 голів.